# Грузьке (Дубов'язівська селищна громада)
Гру́зьке — село в Україні, у Дубов'язівській селищній громаді Конотопського району Сумської області. Населення становить 892 особи за даними звіту 2024 року.

## Географія
Село Грузьке знаходиться на березі річки Грузька, яка через 4 км впадає в річку Єзуч, вище за течією примикає село Землянка, нижче за течією примикає село Дубинка. На річці кілька загат. Поруч проходять автомобільна дорога Т 1910 і залізниця, станції Зафатівка і Грузьке.
До райцентру міста Конотоп — 27 км.

## Населення

### Мова
Розподіл населення за рідною мовою за даними перепису 2001 року:
| Мова       | Кількість | Відсоток |
| ---------- | --------- | -------- |
| українська | 1367      | 97.99%   |
| російська  | 28        | 2.01%    |
| Усього     | 1395      | 100%     |

## Історія
Першими жителями Гружчанської слободи, що виникла у середині XVII століття (перша письмова згадка про село належить до 1668 року) були козаки-переселенці, які принесли з собою особливий діалект і звичаї.
У XVIII столітті на землі слободи, привласнені генералом Миколою Череповим, поширилося кріпацтво. Поступово вільні козаки перетворилися на кріпаків. Вони працювали на панщині, платили податок. Нащадки генерала Черепа були серед найбагатших поміщиків Сумщини.
1861 року Грузьке стало волосним селом. Був вибраний староста села, збирач податків, побудовані приміщення земської управи, пошти.
За даними на 1862 рік у власницькому селі Путивльського повіту Курської губернії мешкало 1575 осіб (783 чоловіків та 792 жінок), налічувалось 183 дворових господарств, існували 2 православні церкви та станова квартира.
У Грузькому функціонував кінський завод на 300 конематок при економії поміщика Черепова (Военно-статистическое обозрение Российской империи. Курская губерния.Том 13. Часть 3. С.110)
1869 року через Грузьке пройшла залізниця — «чугунка». Вона перетворила село на центр оптової торгівлі, що обслуговував Курську, Чернігівську та Полтавську губернії. В селі з'явилися купці та купчики, відкрилися корчми. Тричі на рік проводились ярмарки. Розорені селяни наймалися на роботу до купців, їздили на заробітки до Конотопа. З'явилися робочі поїзди, які підбирали робітників на зупинках. Звідси й виникла назва зупинки — «Захватівка».
Станом на 1880 рік у колишньому власницькому селі, центрі Гружчанської волості, мешкало 1767 осіб, налічувалось 294 дворових господарства, існували 2 православні церкви, школа, богодільня, лікарня, 3 лавки. За версту — сукновальня.
З 1917 — у складі УНР. З 1920 року повністю окуповано московськими комуністичними загонами.
1923 радянська окупаційна адміністрація провела так зване укрупнення волостей, і Гружчанську волость приєднали до Попової Слободи.
За новим адміністративним устроєм в Україні був створений Гружчанський район, куди ввійшли Гружчанська і Козацька волості. Але у зв'язку з тим, що для розміщення адміністрації районного центру в Грузькому не було приміщень, його довелося розформувати.
Село постраждало внаслідок геноциду українського народу, проведеного окупаційним урядом СССР 1923–1933 та 1946–1947 роках.

## Сьогодення
На території села функціонують: сільськогосподарські підприємства "АПК «Конотоп», ПСП «Фортуна», ПСП «Агросвіт», сільська лікарська амбулаторія, фельдшерський пункт, загальноосвітні школи І-Ш та 1-11 ступенів, сільський Будинок культури та бібліотека, приватні крамниці та поштове відділення.

## Відомі люди
- Артеменко Надія Михайлівна (1964) — Березівський сільський голова Березівської сільської об'єднаної територіальної громади (з 16 грудня 2015 року) — першої громади в Сумській області, голова Глухівської районної державної адміністрації (2015 р.)
- Кисельов Микола Миколайович — доктор філософських наук, професор, провідний науковий співробітник Інституту філософії НАН України (Київ). Очолює екологічний напрямок розвитку вітчизняної філософської думки. Автор багатьох книжок і публікацій. Народився в селі Грузьке 1942 в родині нащадків «розкуркулених» заможних селян Миколи Микитовича та Анастасії Давидівни. Після Другої світової війни родина довго жила на Донбасі.

Кисельов Микола Миколайович

- Огрохін Іван Миколайович — міський голова Конотопа у 2002—2005 і 2006—2010 роках.
- Солдатенко Олег Іванович — художник, журналіст.
- Гаркуша Валерій Олексійович — радянський військовослужбовець, учасник афганської війни.